# 유혹
유혹 또는 시험(temptation)은 장기적인 목표를 위협하는 단기적인 쾌락 욕구에 빠지려는 욕망이다. 일부 종교에서는 유혹을 죄짓고자 하는 경향으로 해석한다. 유혹은 또한 호기심, 욕구, 또는 중요한 것을 잃을지도 모른다는 두려움을 이용하여 사람을 조종하거나 다른 방법으로 그러한 행동을 하도록 유도하는 것을 의미한다.
자제력과 자아 고갈의 맥락에서 유혹은 개인이 달성하고자 하는 장기적인 목표를 기다리는 능력을 방해하는 즉각적이고 즐거운 충동으로 정의된다.
더 비공식적으로 유혹은 도덕적, 윤리적, 또는 이념적 가치와는 무관하게 "매력적이고 유혹당하는 상태"를 의미하는 것으로 사용될 수 있다. 예를 들어, 어떤 음식이 "매력적"으로 보이지만 먹어도 아무런 부정적인 결과가 없을 수도 있다고 말할 수 있다.
연구에 따르면 유혹과 관련된 역설적인 효과가 있다. 유혹이 나타날 수 있는 모든 형태에는 의사 결정에 있어 높은 도덕적 기준을 촉진할 수 있는 일련의 선택지가 내재되어 있다.
- 강하거나 명백한 유혹에 비해 약하거나 미묘한 유혹은 자제력 상실로 이어질 수 있다.
- 지지되는 연구에 따르면 "유용한 유혹은 가치가 낮고 덜 유혹적이다"라고 한다.[1]

유혹은 장기적인 목표 달성에 영향을 미칠 수 있으며, 유혹을 경험하고 그 영향을 받은 사람들은 자신의 경험에서 이점을 발견했다는 사실이 밝혀졌다.

## 같이 보기
- 설득
- 그리스도의 유혹